# Emilie Bosshart
Emilie Bosshart (Pfungen, 25 juni 1897 - Winterthur, 10 juli 1979) was een Zwitserse pedagoge en lerares.

## Biografie
Emilie Bosshart was een dochter van Eduard Bosshart, een districtsrechter en volksvertegenwoordiger, en van Lina Benz. Na haar schooltijd aan de industriële school van Winterthur behaalde ze een lerarendiploma aan de Universiteit van Zürich. Nadien werd ze lerares en gouvernante in Cannes. Vanaf 1929 studeerde ze in Zürich filosofie, pedagogie, therapeutische pedagogie en antieke kunstgeschiedenis. In 1934 schreef ze haar thesis onder promotorschap van Eberhard Grisebach. Van 1934 tot 1963 gaf ze les in het lager onderwijs, hetgeen ze van 1939 tot 1963 combineerde met het onderwijzen van pedagogie en psychologie aan de meisjesschool van de stad Zürich.
Daarnaast schreef ze ook artikelen over pedagogische problematieken. Samen met Emanuel Dejung, Lothar Kempter en Hans Stettbacher gaf ze tussen 1944 en 1947 een tiendelig werk uit naar aanleiding van de tweehonderdste verjaardag van de bekende Zwitserse pedagoog Johann Heinrich Pestalozzi.
Naast haar activiteiten als pedagoge en lerares was ze ook lid van de Vrijzinnig-Democratische Partij. Ze kwam op voor de politieke rechten van vrouwen, in het bijzonder in de schoot van de Frauenstimmrechtsverein en de Demokratische Frauengruppe Winterthur.

## Trivia
- Haar archieven worden bewaard door de stad Winterthur.